# Calonema
Calonema — рід міксоміцетів родини трихієві (Trichiaceae). Назва вперше опублікована 1893 року.

## Класифікація
До роду Calonema відносять 9 видів:
- Calonema aureum
- Calonema cornuvioides
- Calonema dissipatum
- Calonema foliicola
- Calonema gansuence
- Calonema gansuense
- Calonema geesinkii
- Calonema geesinkii
- Calonema luteolum